# Ashton (West Northamptonshire)
Pour les articles homonymes, voir Ashton.
Ashton est une paroisse civile et un village du Northamptonshire, en Angleterre.